# Шмидт, Джо (регбист)
Джозеф «Джо» Шмидт (англ. Josef 'Joe' Schmidt; родился 12 сентября 1965 года в Кавакаве) — новозеландский регбийный тренер, известен как главный тренер сборной Ирландии по регби (2013—2019). Под его руководством национальная команда дважды становилась победительницей Кубка шести наций. До этого тренировал «Ленстер», с которым добился двух побед в Кубке Хейнекен, а также был ассистентом в клубах Европы и Новой Зеландии. В 2015 году принял ирландское гражданство.

## Ранние годы
Джо Шмидт вырос в Вудвилле, маленьком городке неподалёку от Палмерстон-Норт. Будучи игроком выступал за местные любительские клубы и провинциальную сборную на позиции винга. Помимо этого Шмидт совмещал работу учителя английского языка и регбийного тренера школьных команд. В 1991 году он переехал в ирландский Маллингар, где провёл год по программе обмена опытом между учителями. На «Зелёном острове» он также не оставил регби и привёл команду школы в которой работал к победе на одном из местных турниров. Параллельно с этим Джо играл и за местные команды в любительских дивизионах Ленстера.

## Ассистент тренера
C 1999 по 2003 годы Шмидт работал ассистентом тренера в школьной сборной Новой Зеландии, где тренировал таких будущих звёзд «Олл Блэкс» как Джо Рокококо и Люка Макалистера. В тот же период он принял решение начать карьеру профессионального тренера. Первым местом работы для него стала провинциальная сборная «Бей-оф-Пленти», где он стал ассистентом Верна Коттера. Его самым ярким достижением стало завоевание Трофея Рэнфёрли, кубка, который раньше команде ни разу не покорялся. По завершения турнира оба тренера сменили место работы — Шмидт отправился в «Блюз» на роль тренера защитников, а Коттер стал ассистентом главного тренера в «Крусейдерс». За три сезона в Окленде Джо успел поработать с тренерами Питером Слоуном и Дэвидом Нусифорой, а наивысшим достижением клуба стал полуфинал Супер Регби 2007 года.
В 2007 году Шмидт воссоединился с Коттером в «Клермоне» — первый вновь занял должность ассистента второго. В 2008 и 2009 годах монферранцы дошли до финала Топ 14, но оба раза терпели поражения, сперва от «Тулузы», а затем от «Перпиньяна». В начале сезона 2009/10 Шмидтом заинтересовался ирландский «Ленстер», и к декабрю 2009 года было известно, что именно он займёт место Майкла Чейки, возглавлявшего клуб на протяжении пяти лет. Перед тем как покинуть Францию Джо всё-таки сумел выиграть трофей — с одиннадцатой попытки и впервые в своей истории чемпионом стал «Клермон», победивший в финале своего прошлогоднего обидчика.

## Главный тренер

### «Ленстер»
В декабре 2009 года Шмидт подписал трёхлетний контракт с ирландским клубом, в котором сменил Майка Чейку на посту главного тренера. Ещё до своего официального назначения Джо получил разрешение Ирландского регбийного союза сменить штаб в команде и принял решение подобрать ассистентов под свои нужды. К команде он присоединился после завершения сезона, получив от предшественника коллектив, уступивший в финале Про12 и полуфинале Кубка Хейнекен, но собранный из игроков «ирландского золотого поколения» — Брайана О’Дрисколла, Джейми Хислипа, Шейна Хоргана, Лео Каллена и других. Он сходу сумел завоевать симпатии игроков своим подходом к игре, и к концу января клуб обеспечил себе выход в еврокубковый плей-офф с первого места. Мощные выступления (второй результат среди первых мест) позволили «Ленстеру» играть дома в четвертьфинале и полуфинале, в которых были обыграны «Лестер» и «Тулуза» соответственно. В конце сезона ирландцы одержали победу над «Нортгемптон Сэйнтс» в решающем матче, который вошёл в историю как один из самых впечатляющих камбэков в истории турнира. В финале Кельтской лиги, который прошёл спустя неделю, «Ленстер» встретился со своим принципиальным соперником «Манстером», но на этот раз потерпел поражение; позже матч был признан одним из величайших дерби между этими командами.
В межсезонье слухи связывали и Шмидта и Коттера с постом главного тренера новозеландской сборной, однако после завершения чемпионата мира должность получил Стив Хансен, а Джо продолжил свою работу в Ирландии. Сезон 2011/12 вышел отражением предыдущего — в Кубке Хейнекен клуб вновь без особых проблем вышел из группы, при этом не потерпев ни одного поражения. Сразу же после этого Шмидт и другие тренеры ирландских профессиональных команд оказались в центре дискуссии вокруг разрешения на выступления игроков с небританским гражданством — при этом тренер «Ленстера» высказался против каких-либо ограничений или за достижение компромисса. В плей-офф Кубка Хейнекен «Ленстер» вновь дошёл до финала, уверенно обыграв «Кардифф Блюз» и с трудом — «Клермон». В финале команда столкнулась со своими соотечественниками из «Ольстера», которых команда Шмидта разгромила со счётом 42:14, тем самым обновив рекорд по разнице очков в решающем матче кубка. Титул чемпиона Про12 Шмидту вновь не покорился — в гранд-финале турнира, который прошёл на домашнем стадионе «Ленстера» «РДС Арене» клуб уступил валлийскому «Оспрейз» 30:31, а сама игра запомнилась не только двумя жёлтыми карточками игрокам ирландской команды и победной реализацией Дэна Биггара, но и спорным судейством Ромена Пуата.
Осенью 2012 года Джо продлил контракт с клубом ещё на год. Это дало повод ирландским СМИ назвать Шмидта преемником главного тренера национальной сборной Деклана Кидни, контракт которого истекал после весной 2013 года. Впервые с 2004 года «Ленстер» не сумел попасть в плей-офф Кубка Хейнекен, став девятым среди команд, занявших вторые места в группах. По правилам турнира клуб попал напрямую в плей-офф второго по статусу соревнования — Европейского кубка вызова. Там команда без особых проблем дошла до финала, где одолела «Стад Франсе». Однако этот титул стал лишь утешительным призом — главным достижением была победа в гранд-финале Про12. Как и в 2010 году в «Клермоне», финальный матч стал последним для Шмидта у руля клуба. «Ленстер» вновь одолел «Ольстер» в решающем матче, тем самым прервав свою трёхлетнюю серию поражений в решающих матчах домашнего первенства.
| Статистика Джо Шмидта в качестве тренера «Ленстера» | Статистика Джо Шмидта в качестве тренера «Ленстера» | Статистика Джо Шмидта в качестве тренера «Ленстера» | Статистика Джо Шмидта в качестве тренера «Ленстера» | Статистика Джо Шмидта в качестве тренера «Ленстера» | Статистика Джо Шмидта в качестве тренера «Ленстера» | Статистика Джо Шмидта в качестве тренера «Ленстера» | Статистика Джо Шмидта в качестве тренера «Ленстера» | Статистика Джо Шмидта в качестве тренера «Ленстера» | Статистика Джо Шмидта в качестве тренера «Ленстера» | Статистика Джо Шмидта в качестве тренера «Ленстера» |
| Сезон                                               | Игр                                                 | Выиграно                                            | Проиграно                                           | Ничьих                                              | Очков +                                             | Очков -                                             | Очков ±                                             | Попыток +                                           | Попыток -                                           | Попыток ±                                           |
| --------------------------------------------------- | --------------------------------------------------- | --------------------------------------------------- | --------------------------------------------------- | --------------------------------------------------- | --------------------------------------------------- | --------------------------------------------------- | --------------------------------------------------- | --------------------------------------------------- | --------------------------------------------------- | --------------------------------------------------- |
| 2010/11                                             | 33                                                  | 24                                                  | 8                                                   | 1                                                   | 783                                                 | 517                                                 | +266                                                | 79                                                  | 42                                                  | +37                                                 |
| 2011/12                                             | 33                                                  | 27                                                  | 4                                                   | 1                                                   | 902                                                 | 492                                                 | +410                                                | 80                                                  | 41                                                  | +39                                                 |
| 2012/13                                             | 33                                                  | 26                                                  | 7                                                   | 1                                                   | 858                                                 | 563                                                 | +295                                                | 92                                                  | 56                                                  | +36                                                 |
| Всего                                               | 99                                                  | 77                                                  | 19                                                  | 3                                                   | 2543                                                | 1572                                                | +971                                                | 251                                                 | 139                                                 | +112                                                |

### Сборная Ирландии
После неудачного Кубка шести наций, в котором ирландская сборная заняла пятое место из шести, Ирландский регбийный союз уволил главного тренера Деклана Кидни и назначить его помощника Леса Кисса в качестве исполняющего обязанности во время летнего турне команды. Шмидт быстро попал в число соискателей престижной должности и уже через две недели прошёл собеседование с представителями Союза, а 29 апреля он подписал трёхлетний контракт, вступивший в силу в июле. После вступления в должность Шмидт оставил в команде в качестве ассистента Леса Кисса, а также пригласил Джона Пламтри на роль тренера нападающих. Первый матч в качестве тренера сборной прошёл в ноябре, а соперниками выступили самоанцы. «Зелёные» сумели одержать победу с разгромным счётом 40:9, однако следующие два матча, в которых встретились с «Уоллабис» и «Олл Блэкс», проиграли (15:32 и 22:24 соответственно). Несмотря на не самый лучший результат, влияние Шмидта на игроков было оценено крайне положительно, особенно после последней тестовой встречи, в которой ирландцы до последних минут вели в счёте у лучшей команды мира.
Уже спустя несколько месяцев Шмидт праздновал свой первый успех с командой. В Кубке шести наций «зелёные» обыграли всех соперников кроме англичан и по дополнительным показателям завоевали трофей. Не менее успешными стали и тестовые встречи летом и осенью того же года. В июне ирландцы отправились в Аргентину, где впервые в своей истории обыграли «Пум» на их территории. Непобедимой сборная Ирландии осталась и в ноябрьских матчах — несмотря на травмы ключевых игроков команда обыграла ЮАР, Грузию и Австралию, показав при этом уверенную игру. За 2014 год Шмидт потерпел лишь одно поражение, за что в декабре был удостоен премии лучшему тренеру года в Ирландии по версии RTÉ, а также получил награду от Philips лучшему спортивному менеджеру страны.
В марте 2015 года Шмидт добился с командой десятой победы подряд, повторив рекорд 2003 года. Однако уже в следующем матче серия прервалась поражением от сборной Уэльса. Это поражение означало конец ирландской мечте на очередной большой шлем и обеспечивало интригу в последнем туре Кубка шести наций, где победить могли англичане, валлийцы и ирландцы. «Зелёные» в своём матче одержали победу над сборной Шотландии со счётом 40:10 и этого хватило для преимущества над сборной Англии по показателю разницы заработанных и потерянных очков.
22 июля того же года Шмидт продлил контракт со сборной до 2017 года, а через две недели ирландцы обыграли «Красных драконов» и поднялись на рекордную для себя вторую позицию мирового рейтинга сборных. К чемпионату мира команда Шмидта подошла в статусе одного из фаворитов и в групповом этапе практически не встретила сопротивления от сборных Италии, Канады, Румынии и Франции, обыграв их всех с общим счётом 134:35. Однако уже в четвертьфинале «зелёные» были остановлены аргентинцами, что стало шестым в истории сборной Ирландии вылетом на этой стадии. Несмотря на оглушительное поражение со счётом 20:43 главный тренер критики избежал — в качестве причин СМИ отметили травмы ключевых игроков в последнем матче группового этапа, а также потрясающую игру «Пум».
В 2016 году Кубок удержать не удалось — команда заняла выступила не лучшим образом, уступив сборным Франции и Англии, а матч с валлийской командой свела вничью. Тем не менее благодаря тестовым матчи Шмидт вошёл в историю «Изумрудного острова» — летом сборная Ирландии обыграла «Спрингбокс» в Кейптауне, а осенью сотворила настоящую сенсацию. На стадионе «Солджер Филд» в Чикаго «зелёные» впервые за 111-летнюю историю встреч одержали победу над сборной Новой Зеландии, оборвав рекордную 18-матчевую беспроигрышную серию «Олл Блэкс». Спустя месяц команда обыграла и австралийцев, тем самым впервые добившись победы над «большой тройкой Южного полушария» за один календарный год. Незадолго до этого Шмидт подписал новый контракт согласно котором он продолжит тренировать сборную как минимум до конца чемпионата мира 2019 года.
В следующем году сборная Ирландии вновь была близка к победе в турнире, и как в случае с новозеландцами выступила разрушителем победных серий. На этот раз «жертвой» стала сборная Англии, которой оставался один матч до нового рекорда из 19 игр без поражений. В последнем игре турнира «зелёные» выиграли со счётом 13:9, тем самым лишив англичан большого шлема.

### Международные матчи
| Матчи (2013–н.в.) | Матчи (2013–н.в.) | Матчи (2013–н.в.) | Матчи (2013–н.в.)                    | Матчи (2013–н.в.)        | Матчи (2013–н.в.) | Матчи (2013–н.в.) | Матчи (2013–н.в.) |
| №                 | Дата              | Соперник          | Стадион                              | Счёт (Ирландия–соперник) | Турнир            | Капитан           | Рейтинг           |
| 2013              | 2013              | 2013              | 2013                                 | 2013                     | 2013              | 2013              | 2013              |
| ----------------- | ----------------- | ----------------- | ------------------------------------ | ------------------------ | ----------------- | ----------------- | ----------------- |
| 1                 | 9 ноября          | Самоа             | «Авива», Дублин                      | 40:9                     | Тестовый матч     | Джейми Хислип     | 6-е               |
| 2                 | 16 ноября         | Австралия         | «Авива», Дублин                      | 15:32                    | Тестовый матч     | Пол О’Коннелл     | 7-е               |
| 3                 | 24 ноября         | Новая Зеландия    | «Авива», Дублин                      | 22:24                    | Тестовый матч     | Пол О’Коннелл     | 7-е               |
| 2014              |                   |                   |                                      |                          |                   |                   |                   |
| 4                 | 2 февраля         | Шотландия         | «Авива», Дублин                      | 28:6                     | Кубок шести наций | Пол О’Коннелл     | 7-е               |
| 5                 | 8 февраля         | Уэльс             | «Авива», Дублин                      | 26:3                     | Кубок шести наций | Пол О’Коннелл     | 6-е               |
| 6                 | 22 февраля        | Англия            | «Туикенем» Лондон                    | 10:13                    | Кубок шести наций | Пол О’Коннелл     | 5-е               |
| 7                 | 8 марта           | Италия            | «Авива», Дублин                      | 46:7                     | Кубок шести наций | Пол О’Коннелл     | 6-е               |
| 8                 | 15 марта          | Франция           | «Стад де Франс», Сен-Дени            | 22:20                    | Кубок шести наций | Пол О’Коннелл     | 5-е               |
| 9                 | 7 июня            | Аргентина         | «Сентенарио», Ресистенсия            | 29:17                    | Тестовый матч     | Пол О’Коннелл     | 5-е               |
| 10                | 14 июня           | Аргентина         | «Монументаль Хосе Фьерро», Тукуман   | 23:17                    | Тестовый матч     | Пол О’Коннелл     | 5-е               |
| 11                | 8 ноября          | ЮАР               | «Авива», Дублин                      | 29:15                    | Тестовый матч     | Пол О’Коннелл     | 5-е               |
| 12                | 16 ноября         | Грузия            | «Авива», Дублин                      | 49:7                     | Тестовый матч     | Эйн Реддан        | 3-е               |
| 13                | 22 ноября         | Австралия         | «Авива», Дублин                      | 26:23                    | Тестовый матч     | Пол О’Коннелл     | 3-е               |
| 2015              |                   |                   |                                      |                          |                   |                   |                   |
| 14                | 7 февраля         | Италия            | «Олимпийский стадион» Рим            | 26:3                     | Кубок шести наций | Пол О’Коннелл     | 4-е               |
| 15                | 14 февраля        | Франция           | «Авива», Дублин                      | 18:11                    | Кубок шести наций | Пол О’Коннелл     | 4-е               |
| 16                | 1 марта           | Англия            | «Авива», Дублин                      | 19:9                     | Кубок шести наций | Пол О’Коннелл     | 3-е               |
| 17                | 14 марта          | Уэльс             | «Миллениум», Кардифф                 | 16:23                    | Кубок шести наций | Пол О’Коннелл     | 3-е               |
| 18                | 21 марта          | Шотландия         | «Мюррейфилд», Эдинбург               | 40:10                    | Кубок шести наций | Пол О’Коннелл     | 3-е               |
| 19                | 8 августа         | Уэльс             | «Миллениум», Кардифф                 | 35:21                    | Тестовый матч     | Джейми Хислип     | 2-е               |
| 20                | 15 августа        | Шотландия         | «Авива», Дублин                      | 28:22                    | Тестовый матч     | Шон О’Брайен      | 2-е               |
| 21                | 28 августа        | Уэльс             | «Авива», Дублин                      | 10:16                    | Тестовый матч     | Пол О’Коннелл     | 3-е               |
| 22                | 5 сентября        | Англия            | «Туикенем», Лондон                   | 13:21                    | Тестовый матч     | Пол О’Коннелл     | 6-е               |
| 23                | 19 сентября       | Канада            | «Миллениум», Кардифф                 | 50:7                     | Чемпионат мира    | Пол О’Коннелл     | 5-е               |
| 24                | 27 сентября       | Румыния           | «Уэмбли», Лондон                     | 44:10                    | Чемпионат мира    | Джейми Хислип     | 4-е               |
| 25                | 4 октября         | Италия            | «Олимпийский стадион», Лондон        | 16:9                     | Чемпионат мира    | Пол О’Коннелл     | 5-е               |
| 26                | 11 октября        | Франция           | «Миллениум», Кардифф                 | 24:9                     | Чемпионат мира    | Пол О’Коннелл     | 3-е               |
| 27                | 18 октября        | Аргентина         | «Миллениум», Кардифф                 | 20:43                    | Чемпионат мира    | Джейми Хислип     | 6-е               |
| 2016              |                   |                   |                                      |                          |                   |                   |                   |
| 28                | 7 февраля         | Уэльс             | «Авива», Дублин                      | 16:16                    | Кубок шести наций | Рори Бест         | 6-е               |
| 29                | 13 февраля        | Франция           | «Стад де Франс», Сен-Дени            | 9:10                     | Кубок шести наций | Рори Бест         | 8-е               |
| 30                | 27 февраля        | Англия            | «Туикенем», Лондон                   | 10:21                    | Кубок шести наций | Рори Бест         | 8-е               |
| 31                | 12 марта          | Италия            | «Авива», Дублин                      | 58:15                    | Кубок шести наций | Рори Бест         | 7-е               |
| 32                | 19 марта          | Шотландия         | «Авива», Дублин                      | 35:25                    | Кубок шести наций | Рори Бест         | 7-е               |
| 33                | 11 июня           | ЮАР               | «Ньюлендс», Кейптаун                 | 26:20                    | Тестовый матч     | Рори Бест         | 7-е               |
| 34                | 18 июня           | ЮАР               | «Эллис Парк», Йоханнесбург           | 26:32                    | Тестовый матч     | Рори Бест         | 7-е               |
| 35                | 25 июня           | ЮАР               | «Нельсон Мандела Бэй», Порт-Элизабет | 13:19                    | Тестовый матч     | Рори Бест         | 6-е               |
| 36                | 5 ноября          | Новая Зеландия    | «Солджер Филд», Чикаго               | 40:29                    | Тестовый матч     | Рори Бест         | 5-е               |
| 37                | 12 ноября         | Канада            | «Авива», Дублин                      | 52:21                    | Тестовый матч     | Рори Бест         | 5-е               |
| 38                | 19 ноября         | Новая Зеландия    | «Авива», Дублин                      | 9:21                     | Тестовый матч     | Рори Бест         | 4-е               |
| 39                | 26 ноября         | Австралия         | «Авива», Дублин                      | 27:24                    | Тестовый матч     | Рори Бест         | 4-е               |
| 2017              |                   |                   |                                      |                          |                   |                   |                   |
| 40                | 4 февраля         | Шотландия         | «Мюррейфилд», Эдинбург               | 22:27                    | Кубок шести наций | Рори Бест         | 4-е               |
| 41                | 11 февраля        | Италия            | «Олимпийский стадион» Рим            | 63:10                    | Кубок шести наций | Джейми Хислип     | 4-е               |
| 42                | 25 февраля        | Франция           | «Авива», Дублин                      | 19:9                     | Кубок шести наций | Рори Бест         | 4-е               |
| 43                | 10 марта          | Уэльс             | «Миллениум», Кардифф                 | 9:22                     | Кубок шести наций | Рори Бест         | 4-е               |
| 44                | 18 марта          | Англия            | «Авива», Дублин                      | 13:9                     | Кубок шести наций | Рори Бест         | 4-е               |
| 45                | 10 июня           | США               | «Ред Булл Арена», Гаррисон           | 55:19                    | Тестовый матч     | Рис Раддок        | 4-е               |
| 46                | 17 июня           | Япония            | «Экопа», Фукурои                     | 50:22                    | Тестовый матч     | Рис Раддок        | 3-е               |
| 47                | 24 июня           | Япония            | «Адзиномото», Тёфу                   | 35:13                    | Тестовый матч     | Рис Раддок        | 3-е               |

Статистика по соперникам
| Соперник       | Матчей | Выиграно | Ничьих | Проиграно | % побед | Очков + | Очков - |
| -------------- | ------ | -------- | ------ | --------- | ------- | ------- | ------- |
| Австралия      | 3      | 2        | 0      | 1         | 66.67%  | 68      | 79      |
| Англия         | 5      | 2        | 0      | 3         | 40%     | 65      | 73      |
| Аргентина      | 3      | 2        | 0      | 1         | 66.67%  | 72      | 77      |
| Грузия         | 1      | 1        | 0      | 0         | 100%    | 49      | 7       |
| Италия         | 5      | 5        | 0      | 0         | 100%    | 209     | 44      |
| Канада         | 2      | 2        | 0      | 0         | 100%    | 102     | 28      |
| Новая Зеландия | 3      | 1        | 0      | 2         | 33.33%  | 71      | 74      |
| Румыния        | 1      | 1        | 0      | 0         | 100%    | 44      | 10      |
| Самоа          | 1      | 1        | 0      | 0         | 100%    | 40      | 9       |
| США            | 1      | 1        | 0      | 0         | 100%    | 55      | 19      |
| Уэльс          | 6      | 2        | 1      | 3         | 33.33%  | 112     | 101     |
| Франция        | 5      | 4        | 0      | 1         | 80%     | 92      | 59      |
| Шотландия      | 5      | 4        | 0      | 1         | 80%     | 153     | 90      |
| ЮАР            | 4      | 2        | 0      | 2         | 100%    | 94      | 86      |
| Япония         | 2      | 2        | 0      | 0         | 100%    | 85      | 35      |
| Всего          | 47     | 32       | 1      | 14        | 68.09%  | 1311    | 791     |

## Достижения

### Ассистент
| «Клермон Овернь» - Топ 14 - Победитель: 2009/10 - Финалист (2): 2007/08, 2008/09 | «Бей-оф-Пленти» - Трофей Рэнфёрли - Победитель: 2004 (удерживали 1 матч) |

### Главный тренер
| «Ленстер» - Кельтская лига/Про12 - Победитель: 2012/13 - Финалист (2): 2010/11, 2011/12 - Кубок Хейнекен - Победитель (2): 2010/11, 2011/12 - Европейский кубок вызова - Победитель: 2012/13 | Сборная Ирландии - Кубок шести наций - Победитель (2): 2014, 2015 - Столетний куэйч (3): 2014, 2015, 2016 - Приз Миллениума (2): 2015, 2017 - Лучший спортивный менеджер по версии RTÉ: 2014 - Лучший спортивный менеджер по версии Philips: 2014 |

## Тренерский подход
Коллеги и игроки, работавшие под началом Шмидта характеризуют его как крайне внимательного к мелочам тренера, который уделяет много времени разработке стратегии игры. По словам Брайана О’Дрисколла, игравшего под руководством Джо в «Ленстере» и сборной Ирландии, Шмидт «замечает то, что делают игроки. Если ты сделал что-то не сильно заметное за семь передач до того как кто-то занёс попытку, он это обязательно отметит». Шмидт считается тренером, предпочитающим видеть команду следующей подготовленному плану и не рискующей без необходимости, хотя и не в ущерб импровизациям отдельных игроков. Также широко распространено мнение, что он склонен готовить игроков к позиционному нападению и противостояниям в раках, а не быстрой игре с большим количеством офлоудов. Сам тренер, говоря в интервью BBC о своей работе, сравнил себя с сорокой:

Тренеры как сороки. Они подбирают разные блестящие штучки тут и там и всё добавляют и добавляют их к своему гнезду.
Оригинальный текст (англ.)Coaches are like magpies, they take little shiny bits from wherever they've been and keep adding to the nest

## Личная жизнь
Джо Шмидт женат. У него и супруги Келли четверо детей. У одного из сыновей тренера, Люка, в возрасте четырёх лет была диагностирована эпилепсия, с тех пор Джо участвует в различных кампаниях по привлечению внимания общественности к этому заболеванию. В 2015 году Шмидт принял гражданство Республики Ирландия.

## Комментарии
1. ↑  Учитываются все официальные матчи Кельтской лиги/Про12, Кубка Хейнекен и Европейского кубка вызова.
2. ↑  Рейтинг в таблице указан в соответствии с рейтингом, опубликованным World Rugby в первый понедельник после матча.
3. ↑  … he notices what you do. If you do something seven phases before a try is scored that no one is giving you credit for, he gives you the credit.